# Újezd u Sezemic
Újezd u Sezemic, bis 1993 Újezd (deutsch Augezd, 1939–45 Aujest) ist eine Gemeinde in Tschechien. Sie liegt zehn Kilometer nordöstlich des Stadtzentrums von Pardubice und gehört zum Okres Pardubice.

## Geographie

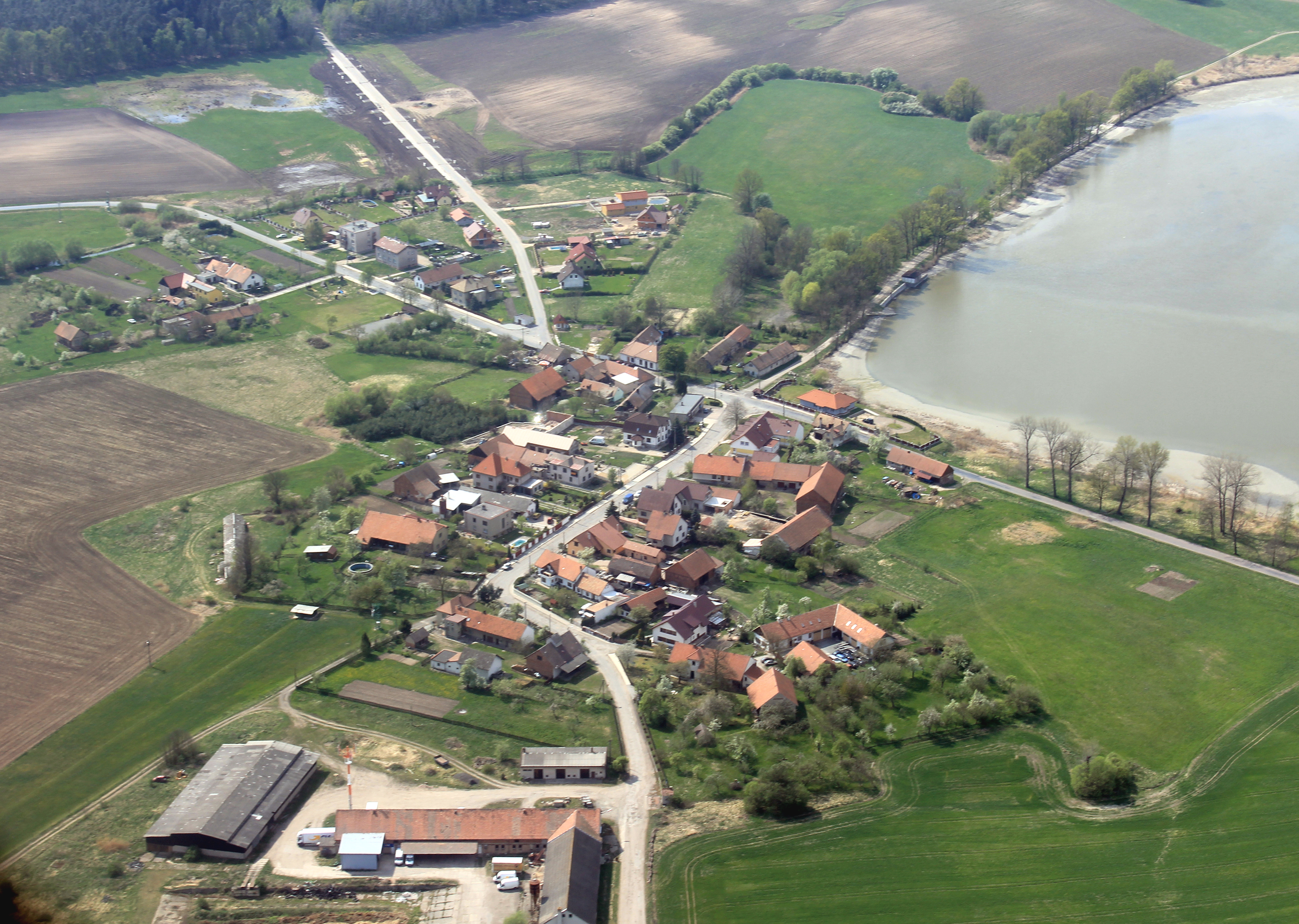
Luftaufnahme, rechts der Újezdský rybník

Újezd u Sezemic befindet sich am Bohumilečský potok in der Pardubická kotlina (Pardubitzer Becken). Nördlich des Dorfes erstreckt sich der Teich Újezdský rybník, südlich der Bohumilečský rybník. Im Westen erhebt sich die Aschenhalde des Kraftwerks Opatovice, gegen Südwesten liegt der Golfplatz Kunětická hora. Im Osten und Norden wird das Dorf künftig von der Dálnice 35 umfahren.
Nachbarorte sind Borek im Norden, Hrachoviště und Svoboda im Nordosten, Chvojenec im Osten, Rokytno, Starý Drahoš, Dolní Ředice und Choteč im Südosten, Bohumileč im Süden, Dražkov und Němčice im Südwesten, Dříteč und Zástava im Westen sowie Bukovina nad Labem und Vysoká nad Labem im Nordwesten.

## Geschichte
Újezd ist eine Gründung des Benediktinerklosters Opatowitz. Es wird davon ausgegangen, dass zunächst an der Seite des Újezdský rybník das Teichwärterhaus und später das Dorf entstand. Nachdem das Kloster 1421 von den Hussiten unter Diviš Bořek von Miletínek geplündert und niedergebrannt worden war, bemächtigte sich dieser der ausgedehnten Besitzungen.
Die erste urkundliche Erwähnung von Újezd erfolgte im Jahre 1436, als König Sigismund große Teile des ehemaligen Klosterbesitzes an Diviš Bořek überschrieb, der daraus die Herrschaft Kunburg bildete. Zum Ende des 15. Jahrhunderts erwarb Wilhelm von Pernstein die Herrschaften Pardubitz und Kunburg und vereinigte sie. Wilhelm von Pernstein vererbte seine böhmischen Güter 1521 seinem jüngeren Sohn Vojtěch, nach dessen Tod fielen sie 1534 seinem Bruder Johann zu. Dieser hinterließ 1548 seinem Sohn Jaroslav hohe Schulden. Am 21. März 1560 veräußerte Jaroslav von Pernstein die gesamte Herrschaft Pardubitz an König Ferdinand I. Dessen Nachfolger Maximilian II. übertrug die Verwaltung der königlichen Herrschaften der Hofkammer. Diese ließ die Herrschaft Pardubitz durch ein System von 24 Rychta (Scholtiseien) neu organisieren; im Jahre 1588 übte der Rychtář in Dříteč übte die niedere Gerichtsbarkeit für Újezd aus. Im Urbar von 1588 sind für Újezd 11 Anwesen aufgeführt; der Rybník Oujezdský war einer von 56 herrschaftlichen Teichen.
Im Jahre 1835 bestand das im Chrudimer Kreis gelegene Dorf Augezd aus 20 Häusern, in denen 150 Personen lebten. Pfarrort war Dřitsch. Bis zur Mitte des 19. Jahrhunderts blieb Augezd der k.k. Kameralherrschaft Pardubitz untertänig.
Nach der Aufhebung der Patrimonialherrschaften bildete Oujezd ab 1849 mit dem Ortsteil Zástava eine Gemeinde im Gerichtsbezirk Pardubitz. Ab 1868 gehörte die Gemeinde zum politischen Bezirk Pardubitz. 1869 hatte Oujezd 159 Einwohner und bestand aus 26 Häusern. Am 24. April 1884 brannten fünf Häuser einschließlich der Scheunen nieder. Zum Ende des 19. Jahrhunderts wurde auf der Anhöhe U mlýna eine hölzerne Windmühle mit einem Wohnhaus errichtet. 1897 erfolgte der Bau der Kreisstraße von Bohumileč nach Borek. Im Jahre 1900 lebten in dem Dorf 173 Menschen, 1910 waren es 186. Seit 1924 wurde Újezd als amtlicher Gemeindename verwendet. 1930 hatte Újezd 162 Einwohner. Im Jahre 1949 wurde Újezd dem Okres Pardubice-okolí zugeordnet. Seit 1960 gehört die Gemeinde wieder zum Okres Pardubice. Am 30. April 1976 erfolgte die Eingemeindung nach Rokytno. Die Windmühle wurde in den 1980er Jahren nach Černilov verkauft und umgesetzt. Újezd und Zástava lösten sich am 24. November 1990 wieder von Rokytno los und bildeten die Gemeinde Újezd. Am 1. Juni 1993 wurde der Gemeindename in Újezd u Sezemic geändert. Beim Zensus von 2001 lebten in den 28 Häusern von Újezd u Sezemic 102 Personen. Die Gemeinde hatte im Jahre 2018 115 Einwohner, davon lebten 102 in Újezd u Sezemic und 13 in Zástava.

## Gemeindegliederung
Die Gemeinde Újezd u Sezemic besteht aus den Ortsteilen Újezd u Sezemic (Augezd) und Zástava (Zastawa). Grundsiedlungseinheiten sind Újezd u Sezemic und Zástava I.

## Sehenswürdigkeiten
- Steinernes Kreuz

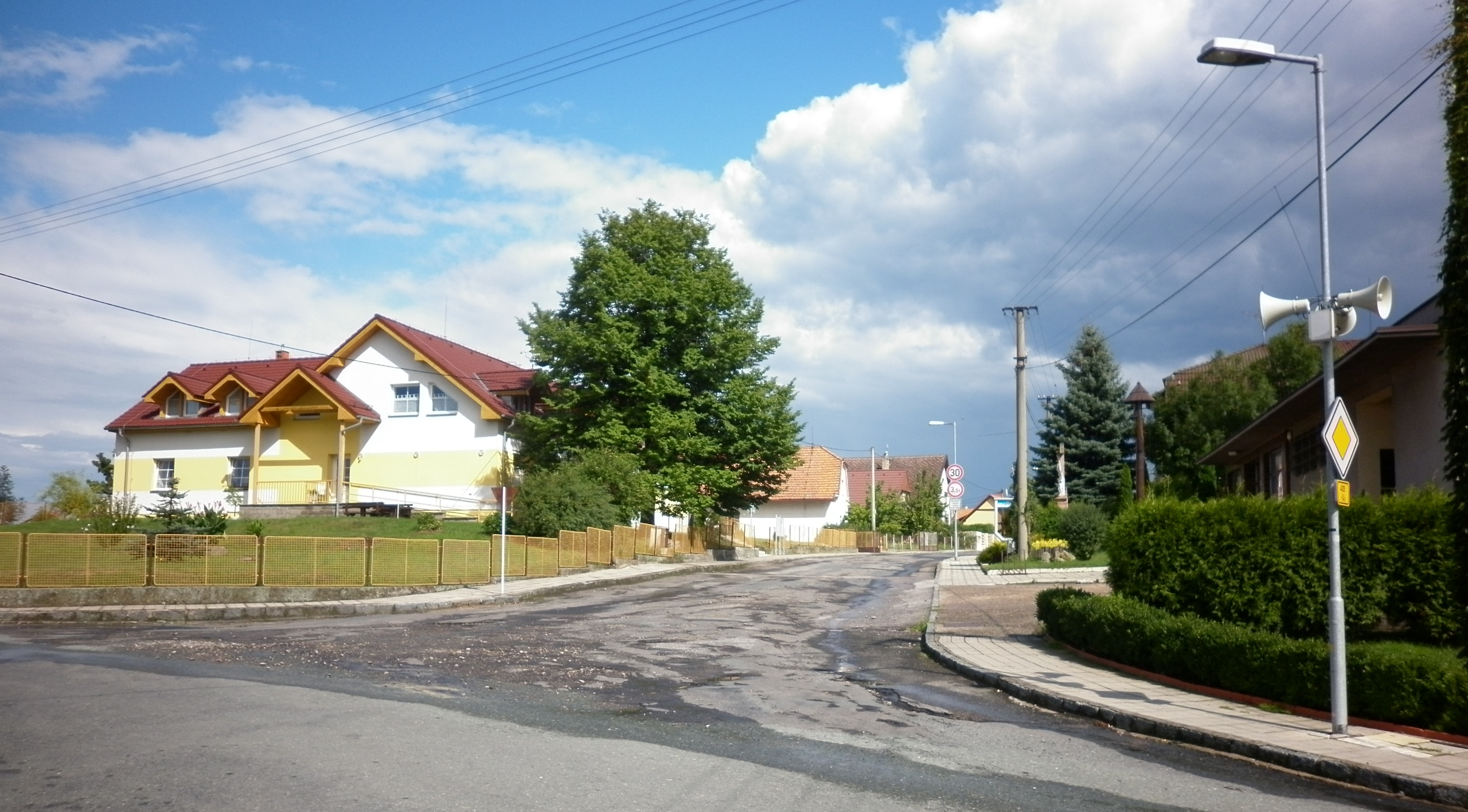
Dorfplatz

- Gedenkstein für die Gefallenen des Ersten Weltkrieges
- Glockenbaum
- Teich Újezdský rybník mit einer Fläche von 28,4 ha
- Teich Bohumilečský rybník mit einer Fläche von 18 ha